# Zenon Frańczak
Zenon Frańczak (ur. 15 sierpnia 1933 w Niedźwiedziu, zm. 12 kwietnia 2012) – polski lekkoatleta, skoczek w dal.

## Życiorys
Reprezentował kluby Stal Stalowa Wola, później Baildon Katowice. Na halowych mistrzostwach Polski edycji 1955 w dniach 27–28 lutego 1955 w hali AZS Warszawa zdobył złoty medal ustanawiając rekord Polski w skoku w dal z wynikiem 7,17 m. Był trzykrotnym medalistą mistrzostw Polski w skoku w dal na stadionie.
Z wykształcenia był technikiem odlewnikiem, ukończył Technikum Hutnicze przy Hucie Bankowa w Dąbrowie Górniczej.
Zmarł 12 kwietnia 2012 roku i został pochowany na cmentarzu św. Jakuba Apostoła w Więcławicach Starych.